# Apatania olympica
Apatania olympica là một loài Trichoptera trong họ Apataniidae. Chúng phân bố ở miền Cổ bắc.